# Retablo de San Nicolás de Bari o de Santa Bárbara
El Retablo de San Nicolás de Bari o Retablo de Santa Bárbara era una obra del Greco para la iglesia de San Nicolás de Bari de Toledo. El armazón arquitectónico en madera del retablo ha desaparecido, pero se conservan los cuatro lienzos que lo componían.

## Introducción
La realización de retablos puede considerarse como la actividad más importante del Greco en España. El artista cretense vino a España en 1577 invitado por el deán catedralicio Diego de Castilla, para construir los tres Retablos de Santo Domingo el Antiguo, y la última de sus grandes obras fueron los Retablos del Hospital Tavera, que no pudo finalizar a causa de su fallecimiento. Esta actividad le permitía proyectar conjuntos plurales, conciliando los diseños de arquitectura de retablos, con la realización de pinturas de gran tamaño, y con la colocación de esculturas policromadas o doradas. Su objetivo era la integración de los retablos dentro de las iglesias o capillas, formando una "obra de arte total", combinando las tres disciplinas artísticas con la iluminación del edificio.
El número de retablos emprendidos por el Greco fue amplio, pero su conservación hasta la actualidad ha sido poco afortunada. Algunos fueron proyectados pero no realizados. De otros se conserva la parte arquitectónica, pero han sido despojados de varios de sus lienzos. Los Retablos del Hospital Tavera fueron concluidos, pero muy modificados, después de su fallecimiento. Algunos han sido trasladados de su ubicación original, o muy alterados por reformas posteriores. De otros, como del presente Retablo de San Nicolás de Bari, se conservan los lienzos pero ha desaparecido su armazón arquitectónico en madera.

## El retablo de San Nicolás de Bari o de Santa Bárbara
El retablo estaba en la antigua iglesia de San Nicolás de Bari, en Toledo, donde sus cuatro lienzos fueron inventariados en 1768 y en 1780. En 1585 se reacondicionó la iglesia, lo cual proporcionaría una fecha post quem para el retablo, que debió de estar destinado a una modesta capilla de ciudadanos. La advocación a la Encarnación sugiere que su destino era la capilla de la Encarnación, patrocinada por los comerciantes Diego y Gonzalo de la Palma, mientras que la dedicación a Santiago el Mayor puede indicar su pertenencia a la capilla de Santiago, patrocinada por el escribano Juan Sánchez de Canales.
El retablo constaba de una predela con tres lienzos y un cuerpo superior con un cuarto lienzo, seguramente añadido en una fecha posterior a los otros tres. Sin embargo, unas fotografías de comienzos del siglo XX nos muestran el retablo con una estatua de santa Bárbara en el nicho central de la predela, substituyendo al lienzo de Santiago el Mayor, que quizás pasó al cuerpo superior. Por este motivo, este conjunto a veces es conocido como Retablo de Santa Bárbara.
| Reconstrucción hipotética del retablo de San Nicolás de Bari | Reconstrucción hipotética del retablo de San Nicolás de Bari | Reconstrucción hipotética del retablo de San Nicolás de Bari | Reconstrucción hipotética del retablo de San Nicolás de Bari |
| ------------------------------------------------------------ | ------------------------------------------------------------ | ------------------------------------------------------------ | ------------------------------------------------------------ |
|                                                              |                                                              |                                                              |                                                              |
|                                                              |                                                              |                                                              |                                                              |

## Los lienzos del retablo

### Predela

#### calle izquierda
- San Agustín (Retablo de Santa Bárbara);
- Pintura al óleo sobre lienzo; 140 x 56 cm; Fecha de realización: 1590-1595; Actualmente en el Museo de Santa Cruz, Toledo;
- Consta con el número 199 en el catálogo razonado de obras del Greco, realizado por Harold Wethey.[7]

Agustín de Hipona lleva un báculo pastoral en su mano derecha, mientras que con la izquierda sostiene el modelo de un santuario. Lleva una barba blanca como el personaje del lienzo San Jerónimo penitente, de medio cuerpo, en el que parece inspirada esta obra, pero sin su aspecto inquisitorial, lo que demuestra la maestría del Greco al superponer otra personalidad al mismo modelo de rostro.

#### calle central
- Santiago el Mayor como peregrino (El Greco)
- Pintura al óleo sobre lienzo; 138 x 79 cm; Datación: 1590-1595; Museo de Santa Cruz, Toledo;
- Consta con el número 236 en el catálogo de Wethey.[9]

Según Gudiol, esta pintura es la mejor del retablo. Los contornos están vigorosamente resaltados en negro, y el efecto del rojo y el blanco sobre el fondo dorado es extraordinario. Este autor también considera que el rostro del santo —un joven con una corta barba negra— tiene ciertos rasgos crísticos.

#### calle derecha
- San Francisco (Retablo de Santa Bárbara);
- Pintura al óleo sobre lienzo;138 x 56 cm; Esta obra medía lo mismo que su pendant del lado izquierdo, pero perdió dos centímetros al ser arrancada de su marco; Datación: 1590-1595; Museo de Santa Cruz, Toledo;
- Consta con la referencia X-358 en el catálogo de H. Wethey.[11]

Esta figura reproduce con pocas variaciones la imagen del poverello que aparece en San Andrés y San Francisco, del Museo del Prado.

### Cuerpo superior
- Había una de las versiones de La Anunciación (Copias del lienzo de Toledo-Ohio)
- Pintura al óleo sobre lienzo; 111 x 65 cm; Datación: 1597-1599; Museo de Santa Cruz, Toledo;
- Consta con la referencia X-23 en el catálogo de Wethey.[12]

## Procedencia
Los cuatro lienzos proceden de la iglesia de San Nicolás de Bari. Actualmente se encuentran en el Museo de Santa Cruz, como depósito de dicha parroquia.